# Katarzyna Turnau
Katarzyna Turnau (ur. 3 listopada 1954 w Krakowie) – polska profesor nauk biologicznych.

## Życiorys
Specjalizuje się w zagadnieniach związanych z mykologią oraz zjawiskami mikoryzy i fitoremediacji. Członek korespondent Polskiej Akademii Nauk od 2004 roku, członek rzeczywisty od 2020 roku, członek korespondent Polskiej Akademii Umiejętności od 2022.
Pracownik naukowy Wydziału Biologii Uniwersytetu Jagiellońskiego i Małopolskiego Centrum Biotechnologii UJ, członek Komisji Rewizyjnej Polskiego Towarzystwa Biologii Komórki.
Habilitowała się w 1992 roku na Wydziale Biologii i Nauk o Ziemi UJ (dyscyplina: ogrodnictwo, specjalność: agrotechnika) na podstawie rozprawy zatytułowanej „The influence of cadmium dust on fungi in a Pino-Quercetum forest”. Stopień profesora nauk biologicznych nadano jej w 1999.